# ۱ ژوئیه
۱ ژوئیه صد و هشتاد و دومین (در سال‌های کبیسه صد و هشتاد و سومین) روز سال در گاه‌شماری میلادی است. ۱۸۳ روز تا پایان سال باقی‌است.

## رویدادها
- ۱۹۰۳ - نخستین مسابقه تور دو فرانس برگزار شد.
- ۱۹۲۱ - حزب کمونیست چین تأسیس شد.
- ۱۹۴۱ - جنگ جهانی دوم: نیروهای آلمانی در طی عملیات بارباروسا شهر ریگا در لتونی را به تصرف خود درآوردند.
- ۱۹۴۲ - جنگ جهانی دوم: نبرد نخست العلمین آغاز شد.
- ۱۹۴۷ - نیروی هوایی فیلیپین تشکیل شد.
- ۱۹۴۸ - محمد علی جناح، رئیس‌جمهور پاکستان بانک مرکزی این کشور را افتتاح کرد.
- ۱۹۶۰ - قوام نکرومه نخستین رئیس‌جمهور غنا شد.
- ۱۹۶۰ - سومالی مستقل شد.
- ۱۹۶۷ - بروندی و روآندا مستقل شدند.
- ۱۹۶۷ - اتحادیه اقتصادی اروپا تشکیل شد.
- ۱۹۶۸ - پیمان‌نامه منع گسترش سلاح‌های هسته‌ای (ان پی تی) بین شصت و دو کشور جهان امضاء شد.
- ۱۹۷۶ - پرتغال به مادیرا خودمختاری اعطا کرد.
- ۱۹۷۸ - قلمرو شمالی در استرالیا خودمختاری کسب کرد.
- ۱۹۷۹ - سونی واکمن را به‌طور رسمی معرفی کرد.
- ۱۹۸۰ - سرود ملی کانادا برگزیده شد.
- ۱۹۹۰ - آلمان شرقی استفاده از مارک آلمان غربی را به عنوان پول رسمی پذیرفت.
- ۱۹۹۶ - جمهوری آذربایجان با ایرلند روابط دیپلماتیک برقرار کرد.
- ۱۹۹۸ - جمهوری آذربایجان با تونس روابط دیپلماتیک برقرار کرد.
- ۲۰۰۷ - استعمال دخانیات در فضاهای سربسته در انگلستان ممنوع شد.
- ۲۰۱۳ - کرواسی به عنوان ۲۸ امین کشور به عضویت اتحادیه اروپایی درآمد.
- ۲۰۱۳ - مأموریت صلح‌بانی نیروهای سازمان ملل متحد برای پایدار کردن اوضاع در مالی آغاز شد.
- ۲۰۱۳ - اس/۲۰۰۴ ان ۱، قمر سیاره نپتون کشف شد.

## زادروزها
- ۱۹۳۴ - سیدنی پولاک، بازیگر، تهیه‌کننده و کارگردان آمریکایی
- ۱۹۵۳ – ابوتحسین الصالحی، نظامی و تک‌تیرانداز اهل عراق (د. ۲۰۱۷)
- ۱۹۶۱ - دایانا، شاهدخت ولز، شاهدخت بریتانیایی و عضو خانواده سلطنتی
- ۱۹۶۷ - پاملا اندرسون، بازیگر، مانکن، فعال حقوق حیوانات و تهیه‌کننده کانادایی تبار آمریکایی
- ۱۹۷۱ - میسی الیوت، خواننده، ترانه‌سرا، بازیگر، تهیه‌کننده، رقاص و طراح لباس آمریکایی

## درگذشت‌ها
- ۱۶۸۶ - اسماعیل جحّاف، فقیه، زبان‌شناس، ادیب و شاعر عربی یمنی.
- ۱۷۱۶ - گوتفرد ویلهلم فون لایب نیتس، فیلسوف شهیر آلمانی (ز. ۱۶۴۶ میلادی)
- ۱۸۶۰ - چارلز گودیر، مهندس، شیمیدان آمریکایی
- ۱۹۳۴ - ارنست روم، افسر آلمان نازی و بنیانگذار گردان اس آ
- ۲۰۰۰ - والتر ماتائو، بازیگر آمریکایی
- ۲۰۰۴ - مارلون براندو، بازیگر آمریکایی